# François Bracci
Pour les articles homonymes, voir Bracci.
François Bracci, né le 31 octobre 1951 à Beinheim (Alsace) et mort le 28 décembre 2023 à Alès (Gard), est un footballeur puis entraîneur français.

## Biographie
D'origine Corse, mais né à Beinheim en Alsace d’un père douanier originaire de Calcatoggio, un petit village au nord d'Ajaccio (Corse-du-Sud), François Bracci a toujours été très proche de Marseille.

### Carrière de joueur
Défenseur et international, il se construit un palmarès à l'Olympique de Marseille, puis à Strasbourg. 
Relégué sur le banc de touche en Alsace, il arrive sur la pointe des pieds aux Girondins de Bordeaux du président Claude Bez. 
Mais sous la houlette d'Aimé Jacquet, il retrouve l'Équipe de France. Arrière latéral sobre et rugueux, il est adroit dans les situations de contre-attaque. Ses grandes jambes le rendent également difficile à passer dans les duels. Après trois saisons en Gironde, il rejoint le club de son cœur, à savoir l'OM. 
Il est sélectionné en équipe de France pour la Coupe du monde 1978 en Argentine.
Lors des Élections européennes de 2009, il se présente sur la liste de Debout la République.

### Carrière d’entraîneur
Il signe le 1er juillet 2010 un contrat d'un an renouvelable avec le Club africain (Tunisie).
En 2012, il reprend la tête du MC Alger et réalise des résultats positifs. Cependant, l'aventure ne dure pas très longtemps: le coach est limogé par Ghrib pour mauvais choix tactiques au cours d'un match. 
En 2014, François Bracci,  62 ans, ancien footballeur français de l’Olympique de Marseille qui traversa la Méditerranée il y a quelques années pour faire une belle carrière d’entraîneur au Maroc, puis en Tunisie, avant de planter ses crampons en Algérie, a prononcé la Chahada le vendredi 25 avril, dans l’enceinte de la Grande-Mosquée d’Alger. Entraîneur à trois reprises du Mouloudia Club d’Alger (MCA), avec lequel il a remporté plusieurs titres, M. Bracci entraîne une équipe de Laghouat (IRB Laghouat).
Il meurt à Alès (Gard), à l’âge de 72 ans des suites d’une longue maladie.

## Palmarès

### Joueur

#### En Club
- Champion de France en 1972 avec l’Olympique de Marseille
- Vainqueur de la Coupe de France en 1976 avec l'Olympique de Marseille

#### EnÉquipe de France
- 18 sélections entre 1973 et 1982
- Participation à la Coupe du Monde en 1978 (Premier Tour)

### Entraîneur
- Champion d'Algérie en 2010 avec le MC Alger
- Vainqueur de la Coupe d'Algérie en 2006 avec le MC Alger
- Vainqueur de la Supercoupe d'Algérie en 2006 avec le MC Alger